# Wilhelm von Biela
Wilhelm von Biela, född 19 mars 1782 i Rossla, död 18 februari 1856 i Venedig, var en österrikisk friherre, officer och astronom.
Biela, som slutade sin militära bana som major, är känd framför allt genom den av honom i Josefstadt 27 februari 1826 gjorda upptäckten av en komet, som även fick hans namn. Han visade att denna komet var densamma som hade visat sig åren 1772, 1779 och 1805, och därmed även att den hade en sluten elliptisk bana. Biela gjorde även oberoende observationer av två kometer som andra upptäckte, bland den 1823 års stora komet.
Han studerade även solfläckar.
Asteroiden 2281 Biela är uppkallad efter honom.